# 伊朗原子能組織
伊朗原子能组织（波斯語：سازمان انرژی اتمی ایران，AEOI）是伊朗负责运营伊朗核能和核燃料循环设施的主要政府机构，成立於1974年。伊朗原子能组织的总部位於伊朗德黑兰北部的阿米尔阿巴德区，並在伊朗全国各地都設有设施。